# Molí del Pas (Tarragona)
Molí del Pas és una obra de Tarragona protegida com a Bé Cultural d'Interès Local.

## Descripció
Aquest és l'últim molí que es troba a la conca fluvial del Riu Gaià.
L'edifici, actualment adaptat com habitacle està situat just al peu i a frec del pont que hi creua la general de Tarragona a Barcelona; tanmateix, molt a prop de la desembocadura i del lloc d'Altafulla.